# Яковець Іван Іванович (тракторист)
Іван Іванович Яковець (1914, село Берестовець, тепер Борзнянського району Чернігівської області — ?) — український радянський діяч, помічник бригадира тракторної бригади Комарівської машинно-тракторної станції Борзнянського району Чернігівської області. Депутат Верховної Ради СРСР 5-го скликання.

## Біографія
Народився 1914 року в селянській родині в селі Берестовець на Чернігівщині. Освіта початкова.
З 1934 року працював колгоспником колгоспу імені Ворошилова села Берестовець Комарівського району Чернігівської області. Закінчив курси трактористів. У 1938—1941 роках — тракторист Комарівської машинно-тракторної станції (МТС) Чернігівської області.
У 1941 році був евакуйований разом із технікою МТС до Воронезької області, де працював трактористом Давидовської машинно-тракторної станції.
У 1943—1945 роках — у Радянській армії, учасник німецько-радянської війни.
У 1945—1958 роках — тракторист, помічник бригадира тракторної бригади Комарівської машинно-тракторної станції Комарівського (Борзнянського) району Чернігівської області.
З 1958 року — помічник бригадира тракторної бригади колгоспу «Ленінський шлях» (потім — «Правда») села Берестовець Борзнянського району Чернігівської області.
Член КПРС.
Потім — на пенсії в селі Берестовець Борзнянського району Чернігівської області.

## Нагороди
- орден Вітчизняної війни ІІ ст. (1985)
- ордени
- медаль «За відвагу»
- медаль «За перемогу над Німеччиною у Великій Вітчизняній війні 1941—1945 рр.»
- медалі